# Ньюбери (Англия)
Ньюбери (англ. Newbury) — город в Великобритании.

## Общие сведения
Город Ньюбери находится на реке Кеннет в графстве Беркшир, в 90 километрах к западу от Лондона. Численность населения его составляет около 50 тысяч человек. С городом Бат Ньюбери соединён каналом Кеннет — Эйвон.
Главной достопримечательностью Ньюбери является старинный замок — Доннингтон, расположенный недалеко от города в одноимённом поселении. Во время гражданской войны в Англии, в XVII столетии, окрестности города были ареной ожесточённых сражений.
В городе располагается штаб-квартира международного оператора сотовой связи Vodafone.
Ньюбери является родиной астронома Фрэнсиса Бейли и писателя Ричарда Адамса.

## Города-партнёры
- Фельтре
- Баньоль-сюр-Сез
- Экло
- Браунфельс